# Team FOG Næstved
El Team FOG Næstved es un equipo de baloncesto danés que compite en la Ligaen, la primera división del país. Tiene su sede en la ciudad de Næstved. Disputa sus partidos en el Næstved Hallen, con capacidad para 3500 espectadores.

## Historia
El equipo se formó en 1965, pero no fue hasta 2017 cuando consiguió su primer título, y único hasta el momento, la Copa de Dinamarca, tras ganar en la final al favorito, el Horsens IC, con un final de partido apoteósico, en el cual perdían de 10 puntos a falta de tres minutos, empatando el partido a 80 y, con ocho décimas de segundo por jugar, decidir el encuentro con un tiro libre de Phillip Nolan.

## Temporada a temporada
| Temporada | Nivel | Liga         | Pos. | Copa de Dinamarca | Competiciones europeas | Competiciones europeas |
| --------- | ----- | ------------ | ---- | ----------------- | ---------------------- | ---------------------- |
| 2014–15   | 1     | Basketligaen | 3º   | Cuartos de final  |                        |                        |
| 2015–16   | 1     | Basketligaen | 3º   | Cuartos de final  |                        |                        |
| 2016–17   | 1     | Basketligaen | 5º   | Campeón           |                        |                        |
| 2017–18   | 1     | Basketligaen | 4º   | Octavos de final  |                        |                        |
| 2018–19   | 1     | Basketligaen |      |                   |                        |                        |

## Palmarés
Basketligaen
- Tercer puesto (3): 2010–11, 2014–15, 2015–16

Copa de Dinamarca
- Campeón(2): 2016-17, 2023-24